# إمبريالية إعلامية
الإمبريالية الإعلامية هي نظرية تستند إلى التركيز المفرط للإعلام من جانب الدول الكبرى باعتبارها متغيرًا هامًا يؤثر سلبًا على الدول الصغيرة، والتي تراجعت فيها الهوية الوطنية أو فُقدت بسبب التجانس الإعلامي المتأصل في الإعلام من جانب الدول الكبرى.

## التاريخ والخلفية
بدأ النقاش حول الإمبريالية الإعلامية في أوائل سبعينيات القرن العشرين عندما بدأت الدول النامية في انتقاد السيطرة التي فرضتها الدول المتقدمة على وسائل الإعلام. وقد وقع هذا الصراع في اليونسكو حيث ظهرت حركة النظام العالمي الجديد للإعلام والاتصال 
(NWICO). وبدعم من تقرير ماكبرايد، "أصوات متعددة وعالم واحد"، قالت بعض الدول مثل الهند وإندونيسيا ومصر إن الشركات الإعلامية الكبرى ينبغي أن تصل بشكل محدود إلى الدول النامية. وكانت هذه الحجة واحدة من الأسباب التي أدت بالولايات المتحدة والمملكة المتحدة وسنغافورة إلى مغادرة اليونسكو.
لاحقًا خلال ثمانينيات القرن العشرين وتسعينياته، ومع نمو التكتلات الإعلامية متعددة الجنسيات بشكل أكبر وأكثر قوة اعتقد الكثيرون أن وسائل الإعلام المحلية الصغيرة ستواجه صعوبات متزايدة لكي تستمر في عملها. وبالتالي سيظهر نوع جديد من الإمبريالية، مما يجعل العديد من الدول تتبع الإنتاج الإعلامي الخاص ببعض الدول أو الشركات الأقوى. ومن أبرز الكتاب والمفكرين في هذا المجال بن باجدايكيان، ونعوم تشومسكي، وإدوارد إس هيرمان، وأرماند ماتيلارت وروبرت ماكنزي. وعلى الرغم من ذلك، فقد رد بعض النقاد أنه في معظم الدول النامية عادةً ما تكون البرامج التلفزيونية والإذاعية الأكثر شعبية هي البرامج المنتجة محليًا. ويسلط بعض النقاد مثل أنتوني غيدنز الضوء على أماكن المنتجين الإقليميين لوسائل الإعلام (مثل البرازيل في أمريكا اللاتينية)؛ ويشير البعض الآخر مثل جيمس كوران إلى أن الدعم الحكومي المحلي يضمن الإنتاج المحلي القوي. وفي بعض المجالات مثل الدراسات المتعلقة بالجمهور، تبين أن البرامج العالمية مثل دالاس لم يكن يتمتع بجمهور عالمي يفهم البرنامج بالطريقة نفسها (تمار ليبيس واليهو كاتز، تصدير المعنى: قراءات متعددة الثقافات «لدالاس». الإصدار الثاني من الصحافة الحكومية، 2004).
كان يُنظر إلى تغطية وسائل إعلام الشركات في الولايات المتحدة للأحداث على أنها تحد من حرية الصحافة. ويمكن أن تضيع النزاهة بين كبرى المؤسسات الإعلامية. هذا بالإضافة إلى أن الرقابة وتدفق المعلومات يقلل من نزاهة القصص الإخبارية ودقتها. كذلك الشبكات الإخبارية الأمريكية مثل سي إن إن غالبًا ما يكون لديها مجموعة كبيرة من الموظفين الدوليين، وتقوم بإنتاج برامج إقليمية متخصصة للعديد من الدول.
ولكن الإمبريالية الإعلامية ليست دائمًا حدثًا دوليًا. فعندما تتحكم شركة أو مؤسسة واحدة في جميع وسائل الإعلام في البلاد، فإن ذلك يعد أيضًا شكلاً من أشكال الإمبريالية الإعلامية. وكثيرًا ما تُتهم دول مثل إيطاليا وكندا بامتلاك بنية إعلامية إمبريالية، استنادًا إلى حقيقة أن الكثير من وسائل الإعلام الخاصة بها تقع تحت سيطرة شركة واحدة أو مالك واحد.
في إيطاليا، يدير سيلفيو برلسكوني أكبر المحطات التلفزيونية في إيطاليا مع الشركة الإمبراطورية ميدياست، كما كانت الإذاعة العامة راي تخضع لنفوذ سياسي. وقد حذر مراسلو الرقابة الإعلامية من إعاقة النفوذ السياسي الرسمي لوسائل الإعلام. 
في إبريل 2013 أسرع الكوميدي بيبي غريللو في النقاش داخل إيطاليا حول استقلال وسائل الإعلام عن المصالح السياسية، معلنًا نتائج الاستطلاع التي تبين أنه من أصل 95000 رد يريد 99 بالمائة قناة إذاعية عامة غير خاضعة للتدخل السياسي، ويريد 52 بالمائة صحافة أكثر تحريًا عن القضايا المحلية. وكتب في مدونته، «يعيش جزء من الشعب الإيطالي في فيلم ترومان شو الكبير، وترجع مسؤولية ذلك كاملة إلى الصحفيين الإيطاليين، مع القليل من التوقعات المعتادة...يجب إعادة تنظيم شبكة راي ونقلها إلى الخدمة العامة على غرار هيئة الإذاعة البريطانية (بي بي سي) دون أي اتصال بالأطراف...» 
إن المصدر الإعلامي الذي يتجاهل و/ أو يراقب القضايا والأحداث الهامة يضر حرية المعلومات بشدة. وقد تم انتقاد العديد من الصحف الحديثة والقنوات الإخبارية التي تعمل على مدار أربع وعشرين ساعة وغيرها من المصادر الإعلامية السائدة بشكل متزايد لعدم مطابقتها للمعايير العامة لأخلاقيات الصحافة.